# Karl Sundman
Karl Sundman   (Kaskinen, 28 d'octubre de 1873 - Hèlsinki, 28 de setembre de 1949) va ser un astrònom i matemàtic finès.

## Vida i obra
Sundman va néixer en una petita vila del golf de Bòtnia, fill d'un empleat de la duana. Va passar el batxillerat el 1893 i va estudiar a la universitat d'Helsinki (aleshores Helsingfors) en la qual es va graduar el 1897. Del 1897 fins al 1899 va treballar i estudiar a l'Observatori de Pulkovo (prop de Sant Petersburg) i el 1901 va obtenir el doctorat amb una tesi sobre les pertorbacions dels planetes menors.
A partir de 1902 i fins a la seva jubilació el 1941 va ser professor de la universitat d'Helsinki; primer com a assistent (1902-1907), després com a extraordinari (1907-1918) i, a partir de 1918, com a professor titular d'astronomia i director de l'observatori universitari d'Helsinki. De 1903 a 1906, gràcies a una beca Rosenberg, va estar ampliant estudis a França i Alemanya.
Sundman és recordat per haver donat una solució, publicada a Acta Mathematica el 1912, al problema dels tres cossos, problema del qual Henri Poincaré (qui havia estat professor seu a París) havia dit que no tenia solució. La seva solució es basava en les tècniques estàndard de l'anàlisi complexa i els seus desenvolupaments en sèrie, si bé eren convergents, ho feien de forma tan feble que eren inútils pel càlcul numèric. Els seus intents per estendre la seva solució a n-cossos ({\displaystyle n>3}) van ser infructuosos. La solució per a n-cossos no es va trobar fins al 1991 per l'astrònom i matemàtic estatunidenc Qiudong Wang.